# Galagania neglecta
Galagania neglecta là một loài thực vật có hoa trong họ Hoa tán. Loài này được M.G.Vassiljeva & Kljuykov mô tả khoa học đầu tiên năm 1983.